# Stenoidion amphigyum
Stenoidion amphigyum är en skalbaggsart som beskrevs av Martins 1970. Stenoidion amphigyum ingår i släktet Stenoidion och familjen långhorningar. Inga underarter finns listade i Catalogue of Life.